# Снігірьов Микола Михайлович
Микола Михайлович Снігірьов (нар. 10 липня 1940, село Андрієво-Іванівка, тепер Миколаївського району Одеської області) — український радянський партійний діяч. Депутат Верховної Ради УРСР 11-го скликання. Член Президії Верховної Ради УРСР 11-го скликання. Народний депутат України 1-го скликання. Член ЦК КПУ в 1986—1990 роках.

## Біографія
Народився в родині службовця.
У 1958—1969 роках — слюсар, технік-технолог, інженер-конструктор, секретар комітету комсомолу Одеського заводу важкого кранобудування імені Січневого повстання.
Закінчив Одеський політехнічний інститут, інженер-механік.
Член КПРС з 1965 року.
У 1969—1972 роках — заступник секретаря партійного комітету КПУ Одеського заводу важкого кранобудування імені Січневого повстання.
У 1972—1977 роках — секретар партійного комітету КПУ, 1-й заступник директора — головний інженер науково-виробничого об'єднання «Одесахолодмаш».
У 1977—1979 роках — 1-й секретар Іллічівського районного комітету КПУ міста Одеси.
12 липня 1979 — 6 грудня 1982 року — завідувач промислового відділу Одеського обласного комітету КПУ.
У вересні 1982 — жовтні 1983 року — інспектор ЦК КПУ.
12 жовтня 1983 — червень 1990 року — 2-й секретар Одеського обласного комітету КПУ.
4.03.1990 року обраний народним депутатом України, 1-й тур, 50,95 % голосів, 2 претендентів. Член Комісії ВР України з питань державного суверенітету, міжреспубліканських і міжнаціональних відносин.
З 1994 року — в комерційних структурах: технічний директор спільного підприємства «Інтервіндоу», директор товариства з обмеженою відповідальністю «Джасні» та ін.